# Ambrótipo

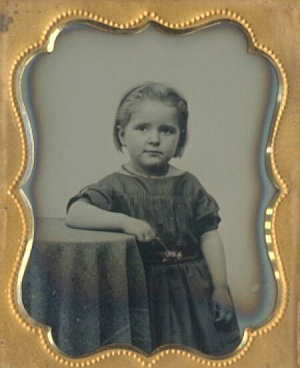
Ambrótipo, circa 1860.

Ambrótipo (do grego ἀμβροτός - imortal
, e τύπος - registro, impressão) é uma imagem fotográfica positiva sobre placas de vidro, usando uma variação do processo de prata coloidal (no caso, para obter imagens positivas). Método antigo, surgiu no início da década de 1850, como alternativa ao daguerreótipo. Além de ser mais barato, não possuía o efeito espelhado deste, e não oxidava, daí o nome "imortal". No entanto, as imagens produzidas tinham menos contraste, luminosidade e resolução.
A imagem era revelada, e, logo depois, o verso da placa de vidro era pintado de preto. Outra alternativa possível era o uso de vidro colorido escuro. O uso da cor rubi dava às imagens o aspecto de vida. Outras cores, em especial o verde, também eram usadas.
Também era usado papel ou tecido, proporcionando textura. O efeito era mais ou menos tridimensional, dando a ilusão de profundidade e vida. Também podia ser colorida à mão.
A imagem fotográfica, que ficava na superfície, era protegida por um verniz, ou mesmo por um vidro cimentado à base de resinas (o que acabava escurecendo a imagem).
O ambrótipo, assim como o daguerreótipo e, mais tarde, o ferrótipo, produzia imagens únicas, irreprodutíveis.
Com o passar do tempo foi superando o daguerreótipo em popularidade (muitos não gostavam da superfície espelhada do último). Por fim, ambos foram suplantados pelo ferrótipo e outros processos, que geralmente produziam resultados inferiores, mas eram mais baratos, além de (muitos) permitirem a impressão de múltiplas imagens.
Atualmente, muitos fotógrafos alternativos estão utilizando o método, devido aos efeitos únicos, impossíveis de se obter pelos métodos modernos.[carece de fontes?]